# Dos Pocitos
Dos Pocitos är en ort i Mexiko.   Den ligger i kommunen Tonayán och delstaten Veracruz, i den sydöstra delen av landet, 230 km öster om huvudstaden Mexico City. Dos Pocitos ligger 2 109 meter över havet och antalet invånare är 245.
Terrängen runt Dos Pocitos är kuperad söderut, men norrut är den bergig. Runt Dos Pocitos är det tätbefolkat, med 511 invånare per kvadratkilometer. Närmaste större samhälle är Banderilla, 17,2 km söder om Dos Pocitos. Omgivningarna runt Dos Pocitos är en mosaik av jordbruksmark och naturlig växtlighet.